# Vuelo de Alambre
Vuelo de Alambre is een compositie van de Finse componist Mikko Heiniö. Vuelo de Alambre betekent letterlijk Vlucht van (prikkel)draad.
Het werk kwam tot stand toen Heiniö les gaf aan de Universiteit van Helsinki en een Chileense vluchteling in zijn klas kreeg. Deze maakte hem attent op de Chileense cultuur. Tegelijkertijd kreeg Heiniö het verzoek van de Finse omroep tot het schrijven van een werk. Hij koos daarop gedichten, die in de Chileense gevangenissen waren geschreven gedurende het Pinochetregime in de jaren 70. De gedichten gaan niet zo zeer over de politieke situatie maar geven een beeld van het verblijf in die gevangenis met haar verschrikkingen. De première was tijdens een concert op 3 april 1985 in Helsinki door sopraan Eija Orpana-Martin, begeleid door het Finse Radiosymfonieorkest onder leiding van Jorma Panula.

## Muziek
De liederencyclus bestaat uit een viertal lieden voorafgegaan door twee instrumentale delen. De teksten worden in het Spaans gezongen:
1. Prelude
2. Tengo (ik heb)
3. Electra
4. Fué anache (het gebeurde afgelopen nacht)
5. Tres alamos
6. Postlude

Tengo behandelt de geestelijke vlucht van een gevangene; hij/zij kijkt (figuurlijk?) over zee en heeft als vriend een zeemeeuw. Electra gaat over de marteling van een man, terwijl de gemartelde vastgebonden op een bed ligt en met electra tot spasmen wordt gedwongen (Electra is hier vrouwennaam en elektriciteit). Fué anache betreffen herinneringen van een opgesloten echtpaar aan hun kinderen en vrijheid en bevat de titel van het werk. Tres alamos was een van de gevangenkampen en handelt over een moeder die keer op keer naar een politiebureau gaat om te achterhalen wat er met haar kind is gebeurd.
De muziek is deels gebaseerd op volksmuziek uit Zuid-Amerika. Muziektheoretisch maakt de componist gebruik van dodecafonie, die in slechts één deel losgelaten wordt en vervangen door de pentatoniek, die weer gebaseerd is op muziek uit het Andesgebergte. Hiermee combineerde Heiniö wederom twee muziekstijlen met elkaar, een vast terugkerende compositiestijl van Heiniö.

## Orkestratie
- sopraan
- 3 dwarsfluiten, 3 hobo’s, 3 klarinetten, 3 fagotten;
- 4 hoorns, 3 trompetten, 3 trombones, 1 tuba
- 1 stel pauken, 3 man/vrouw percussie, 1 harp, 1 bespeler van celesta en piano
- violen, altviolen, celli, contrabassen

## Discografie
- Uitgave Finlandia Records: sopraan Karita Mattila met het Turku Philharmonisch Orkest onder leiding van Jacques Mercier

## Bron
- de compact disc
- FIMIC; Finse muziekorganisatie.